# Вальдес Салас, Луис Антонио
Луис Антонио Вальдес Салас (исп. Luis Antonio Valdéz Salas; родился 1 июля 1965 года в Агуаскальентес, Мексика) — мексиканский футболист, полузащитник известный по выступлениям за «Гвадалахару» и сборной Мексики. Участник Чемпионата мира 1994 года.

## Клубная карьера
Вальдес начал карьеру в клубе «Гвадалахара». В 1986 году он дебютировал в мексиканской Примере. За команду Луис провёл 5 сезонов и сыграл более 100 матчей. В 1991 году он перешёл в «Монтеррей», но уже после двух сезонов покинул команду. Его новым клубом стал «Леон». В 1995 году Вальдес завершил карьеру из-за травмы колена.

## Международная карьера
В 1989 году Вальдес дебютировал за сборную Мексики. В 1994 году Луис попал в заявку национальной команды на участие в Чемпионате мира в США. На турнире он сыграл в поединке против сборной Норвегии.